# 아우닥스 이탈리아노
아우닥스 이탈리아노(Audax Italiano)는 칠레에 위치한 라플로리다를 연고로 하는 축구팀이다. 이 팀은 1910년에 창단하였다.

## 선수 명단

### 현역
- 니콜라스 페르난데스(2017 ~ )
- 토마스 아후마다(2022 ~ )